# Błotnia (Trąbki Wielkie)

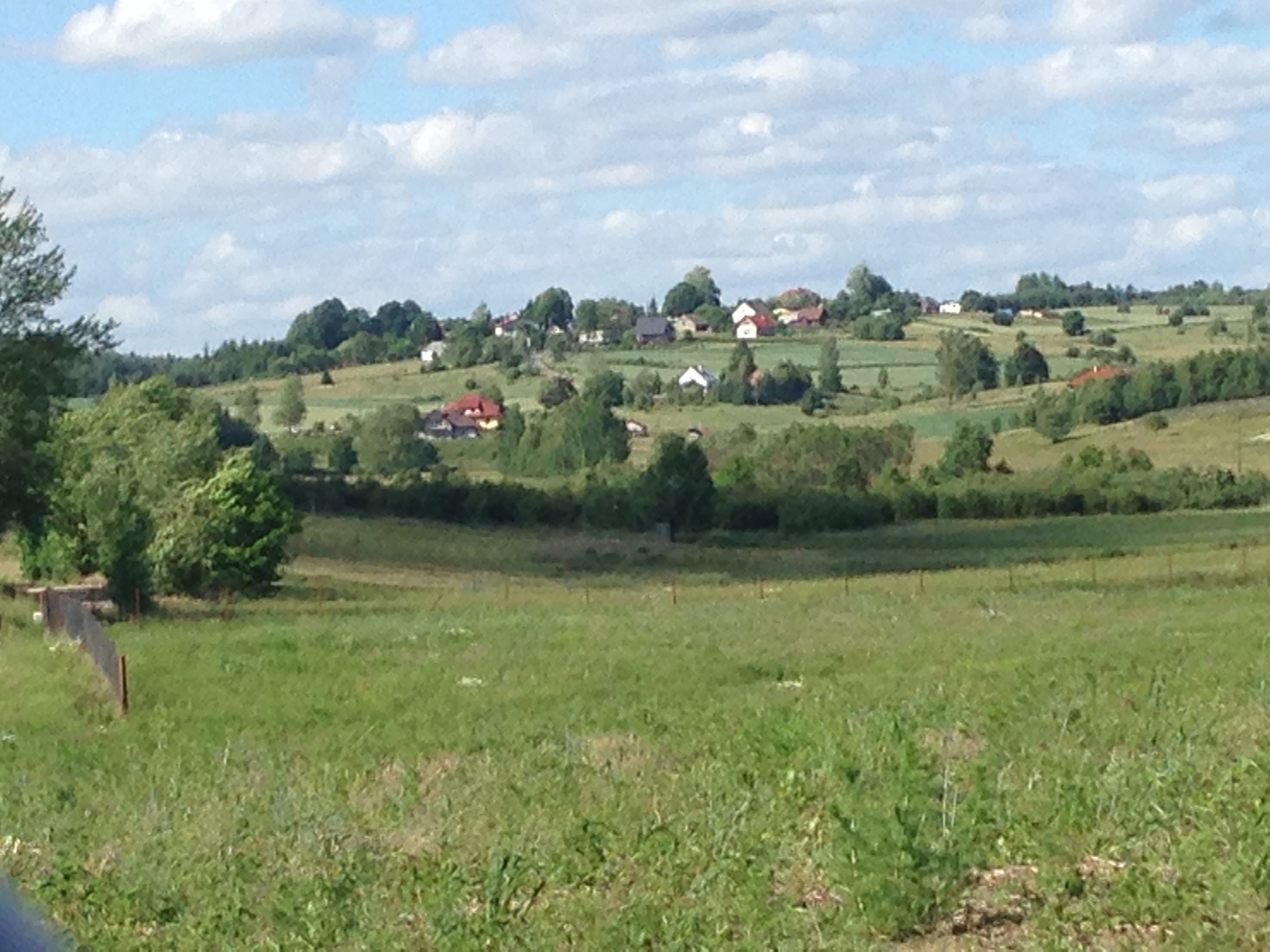
Blotnia

Błotnia [ˈbwɔtɲa] (deutsch Braunsdorf) ist ein Dorf innerhalb der Landgemeinde Trąbki Wielkie (Groß Trampken) im Powiat Gdański (Landkreis Danzig), Woiwodschaft Pommern, im Norden Polens.
Es liegt an der Woiwodschaftsstraße 226, etwa 10 km westlich von Trąbki Wielkie, 19 km südwestlich von Pruszcz Gdański (Praust) und 27 km südwestlich von Danzig.
Das Dorf hatte am 31. Dezember 2010 181 Einwohner.

## Geschichte
Błotnia hieß Braunsdorf und gehörte ab 1818 zum Landkreis Danzig und kam mit ihm 1871 an Deutschland. Mit Auflösung des Kreises kam Braunsdorf 1887 an den neuen Kreis Danziger Höhe und mit diesem 1920 bis 1939 zum Mandatsgebiet Danzig des Völkerbundes. 1939 annektierte das Dritte Reich in einem völkerrechtlich nicht anerkannten Akt das Mandatsgebiet, verleibte es dem besatzungsamtlichen Danzig-Westpreußen ein, zu dem Braunsdorf bis Ende des Zweiten Weltkriegs gehörte.